# 緬因普雷里鎮區 (明尼蘇達州斯特恩斯縣)
緬因普雷里鎮區（英語：Maine Prairie Township）是位於美國明尼蘇達州斯特恩斯縣的一個行政鎮區。

## 歷史
緬因普雷里鎮區於1858年設立，因大部份定居者皆來自緬因州而得名。

## 地方資料
緬因普雷里鎮區的面積為168.75平方千米，當中陸地面積為160.16平方千米，而水域面積為8.59平方千米。根據2020年美國人口普查的數據，當地共有人口1886人，而人口密度為每平方千米11.18人。